# Grande Casse
La Grande Casse est le plus haut sommet du massif de la Vanoise et du département de la Savoie, dans les Alpes françaises.

## Géographie

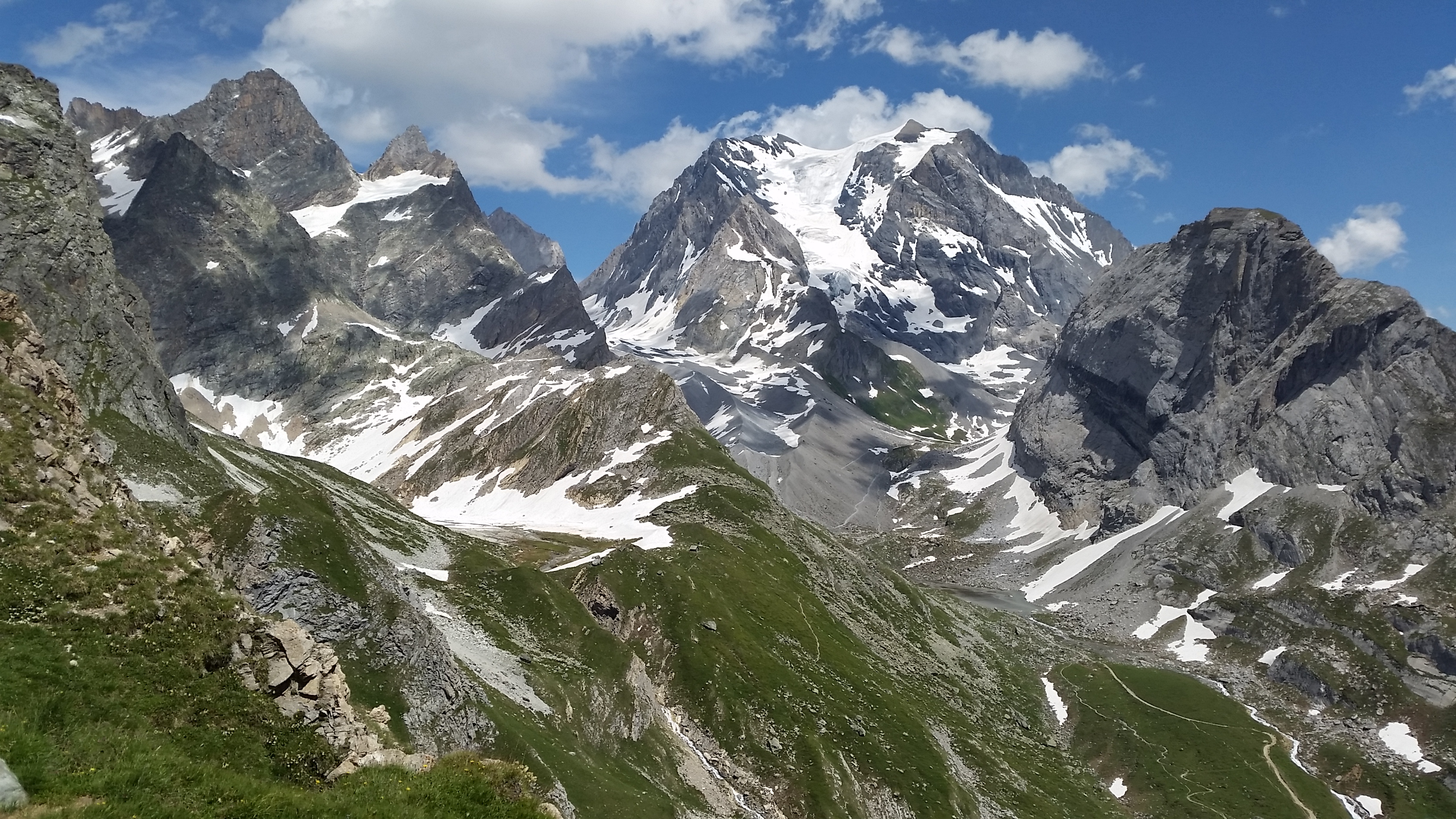
Vue de la Grande Casse et des montagnes environnantes : les pointes de la Grande et de la Petite Glière à gauche et l'aiguille de la Vanoise à droite dominant le lac des Vaches dans le vallon du torrent de la Glière.

La Grande Casse se trouve dans le département français de la Savoie, à cheval sur les communes de Pralognan-la-Vanoise à l'ouest, de Champagny-en-Vanoise au nord et de Val-Cenis au sud. La station de Tignes se trouve en direction du nord-est. Avec ses 3 855 mètres d'altitude, elle constitue le point culminant du massif de la Vanoise, dans les Alpes, et le plus haut sommet du département. Elle se trouve sur la même arête que la Grande Motte (3 653 m) à l'est et n'est séparée de la pointe Mathews (3 783 m) que par le col des Grands Couloirs au sud-ouest. Cette crête constitue la ligne de partage des eaux entre les vallées de la Tarentaise au nord et de la Maurienne au sud. Elle domine également des sommets environnants comme le Grand Bec (3 399 m), la pointe du Vallonnet (3 371 m), les pointes et aiguille de l'Épéna (3 421 m pour cette dernière) de l'autre côté du col de la Grande Casse, la pointe de la Sana (3 436 m) ou encore le mont Pelve (3 260 m). Le versant ouest du sommet abrite le glacier des Grands Couloirs, son versant nord-ouest le glacier de la Grande Casse et son versant nord-est les glaciers de l'Épéna et de Rosolin.

## Histoire
La première ascension de la Grande Casse a été réalisée le 8 août 1860 par William Mathews, Michel Croz et Étienne Favre. À ces trois personnes, certaines sources en rajouteraient une quatrième : le géologue et révérend Thomas George Bonney. Celui-ci aurait rejoint Matthews et Croz  à Tignes. Des sources ne font que « supposer » son intégration au duo après leur ascension commune à l'aiguille de la Grande Sassière sans donner de justification,, alors que pour d'autres il n'est jamais question de Bonney,. En revanche, il sera bien là avec Matthews et Croz au mont Viso, après les avoir rejoint à la Bérarde et au mont Pourri en 1862. Bonney fut aussi avec Matthews en 1859, du côté du mont Rose dans le canton du Valais. Il existe une autre explication reposant sur une confusion entre plusieurs toponymes. En effet, le mont Pourri était nommé Chaffe-Carre par les Britanniques depuis William Brockedon (en). Au même moment, les cartographes sardes (ou piémontais), sur leur carte topographique « Mont-Iseran » reportent un mont Chaffe-Carre à l'emplacement même de la Grande Casse.

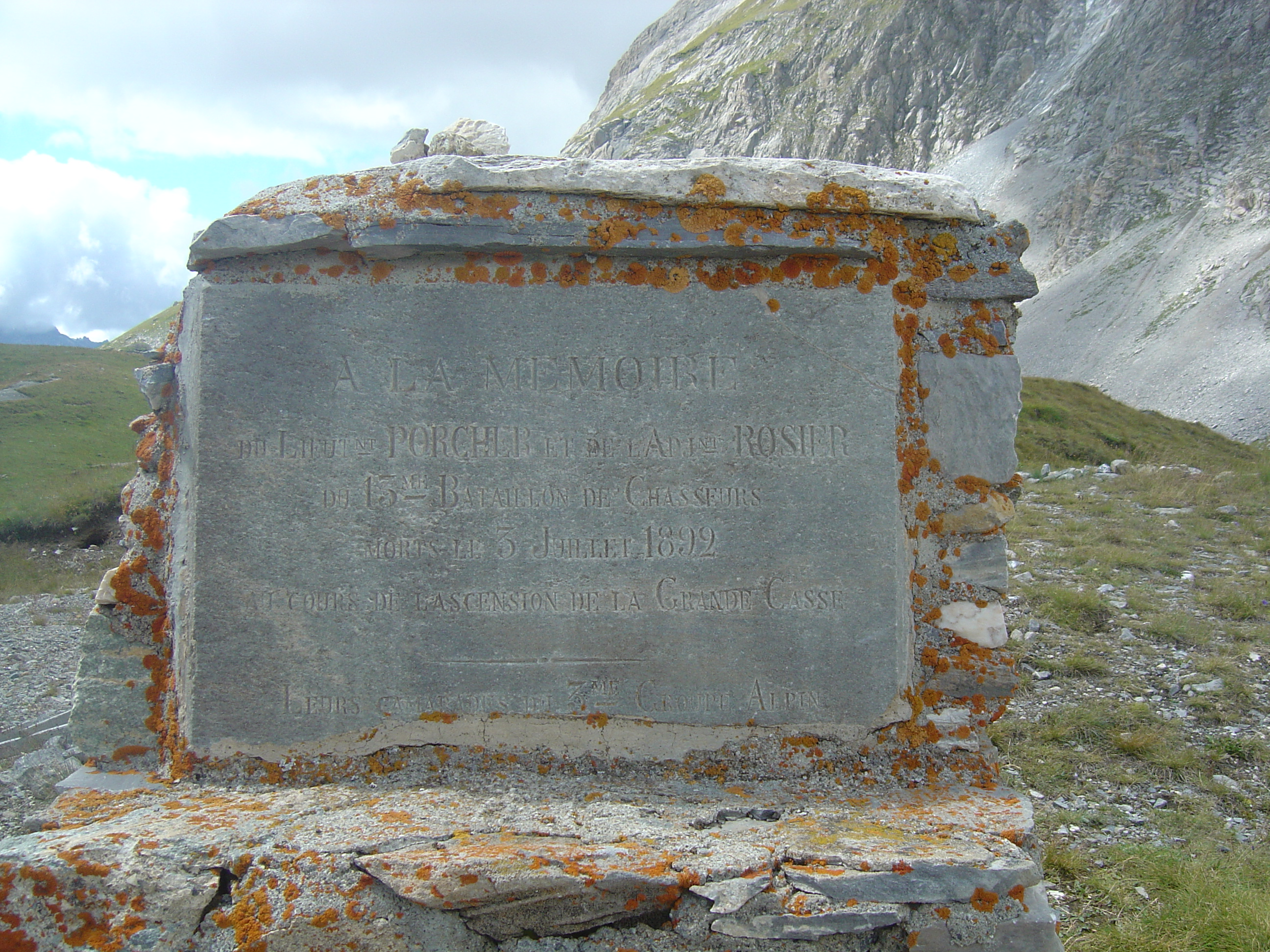
Stèle située au col de la Vanoise en mémoire des chasseurs alpins morts lors de l’ascension de la Grande Casse en juillet 1892.

En avril 1887, le premier parcours de la face nord-nord-ouest de la Grande Casse est effectué par Victor Puiseux avec son fils Pierre Puiseux, Amédée Crochet et Joseph Amiez.
Le 14 juillet 1892, une cordée de militaires du 13e bataillon de chasseurs alpins se perd dans le brouillard et se retrouve dans des pentes bien plus raides. C'est alors l'accident. Deux des quatre militaires, le lieutenant Porcher et l'adjudant Rosier, meurent et c'est le sous-lieutenant A. Messimy qui ira chercher les secours.
Deux ans plus tard, le 23 août 1894, ce dernier, accompagné de J.-J. Blanc, retournera sur le sommet pour venir à bout d'une autre voie d'ascension qui porte maintenant le nom de « couloir Messimy » et qui débouche sur la pointe Matthews.

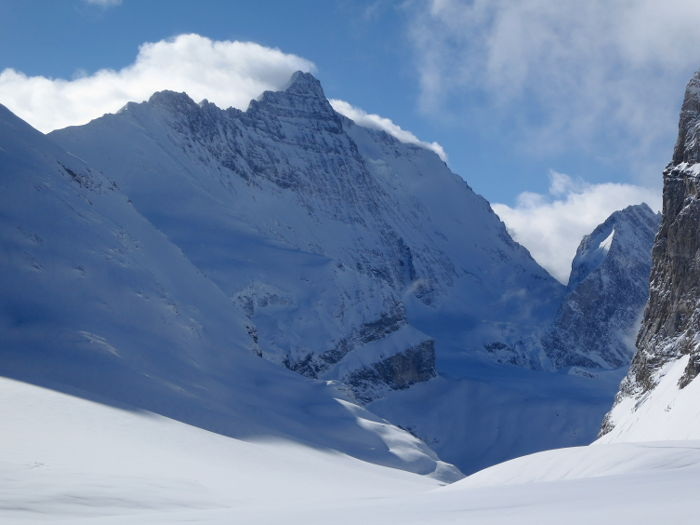
Vue de la face nord de la Grande Casse.

La petite face nord ou face nord de droite a été vaincue par les frères Puiseux et le guide Joseph Amiez, le 6 août 1887. Ils passèrent par l'éperon rocheux et non par la pente de glace qui est fréquemment parcourue au XXIe siècle.
La face nord directe, dite « couloir des Italiens », a été ouverte par Aldo Bonacossa et L. Binaghi, le 6 août 1933. En 2008, elle est considérée comme une voie majeure en glace en Vanoise.
En août 1942, l'abbé Louis Pellicier, curé de Tignes, avec Michel Barrault et Jean Quelin font la première de la traversée Grande Motte-Grande Casse (AD+/IV).
Le 15 juin 1983, Jean-Marc Boivin, François Diaferia et Jacques Maurin font la première de la voie Folie douce (85°/TD+/IV/5/M5) en douze heures. Ils se désencordent vers le haut de la face car l'assurage est délicat du fait du rocher pourri et cassant.
Le 25 octobre 2008, Marc Malvolti et Chris Gachet ouvrent une nouvelle voie sur la Grande Casse, le Couloir NNW (70°/D/3/III/M4).
Début juin 2024, l'ordre des géomètres-experts de Savoie annonce le projet d'effectuer une mesure officielle de l'altitude de la Grande Casse. Le 6 juillet, une équipe de six géomètres accompagnés de six guides de haute montagne effectuent l'ascension et obtiennent la mesure de 3 855,23 mètres.

## Voies d'ascension

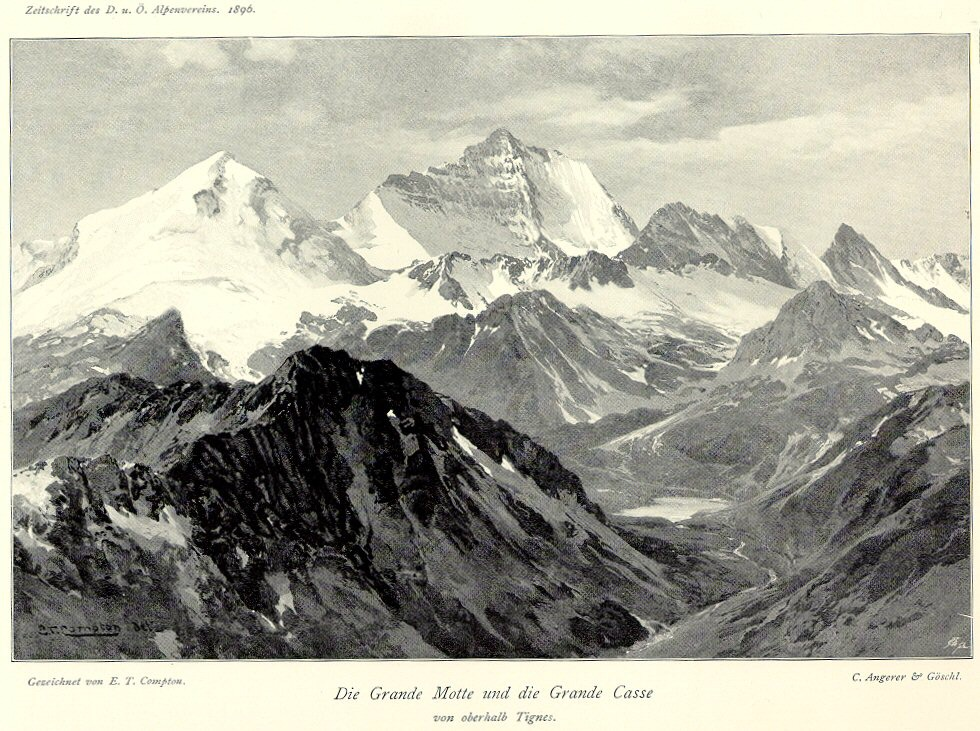
Peinture d'Edward-Theodore Compton représentant la face nord de la Grande Casse (au centre), avec la Grande Motte (à gauche).

Le plus haut sommet du massif de la Vanoise est fréquemment parcouru par les alpinistes. Il en résulte de nombreux itinéraires :
- Voie normale des Grands Couloirs (PD+, 400 m à 40-45°)[17], régulièrement parcourue par les skieurs et les alpinistes.
- Petite face nord (AD, 600 m à 45-50°)
- Couloir Messimy  (AD, 45-50°)
- Le couloir des italiens (D, 800 m à 55-60°), un des itinéraires glaciaires les plus sérieux de la Vanoise.
- Goulotte Folie Douce (TD+, 800 m)
- Couloir NNW (D, 650 m)
- Face sud : itinéraire  à ski le plus difficile du massif